# هاري كيغ
هاري كيغ هو قاضي ومحامي وسياسي أمريكي، ولد في 5 مايو 1795، وتوفي في 31 ديسمبر 1858 في نيو أورلينز في الولايات المتحدة. نشط حزبياً في الحزب الديمقراطي. وقد انتخب عضو مجلس النواب الأمريكي.